# 金會在
金會在（：／ Kim Hoi-jae，1962年11月24日—），韓國自由派政治人物，第21屆韓國國會議員。